# Fédération Camerounaise de Football
Die Fédération Camerounaise de Football (Englisch: Cameroonian Football Federation) ist der im Jahr 1959 gegründete nationale Fußballverband von Kamerun. Der Verband organisiert die Spiele der Fußballnationalmannschaft und ist seit 1963 Mitglied im Kontinentalverband CAF sowie seit 1962 Mitglied im Weltverband FIFA. Zudem richtet der Verband die höchste nationale Spielklasse Première Division aus.

## Erfolge
- Fußball-Weltmeisterschaft

Teilnahmen: 1982, 1990, 1994, 1998, 2002, 2010, 2014, 2022
- Fußball-Afrikameisterschaft

Teilnahmen: 1970, 1972, 1982, 1984 (Gewinner), 1986, 1988 (Gewinner), 1990, 1992, 1996, 1998, 2000 (Gewinner), 2002 (Gewinner), 2004, 2006, 2008, 2010, 2015